# Matatua montivaga
Matatua montivaga är en insektsart som beskrevs av Knight 1976. Matatua montivaga ingår i släktet Matatua och familjen dvärgstritar. Inga underarter finns listade i Catalogue of Life.